# Ассирійське повстання
Ассирійське повстання ( тур. Nasturi Ayaklanması, сир. ܡܪܕܘܬܐ ܕܐܬܘܪ̈ܝܐ, трансліт. марду́та д-а́турайє «Несторіанське повстання»)  — повстання ассирійців у провінції Хаккарі,яку на той час керували ассирійські повстанці.  Вона почалася в липні 1924 року і закінчилася 28 вересня того ж року.   Це було перше повстання в новоутвореній Турецькій Республіці.Після закінчення повстання 8000 ассирійців були депортовані до підмандатної Месопатамії . 
(Чергове повстання ассирійської спільноти відбулося з 3 по 4 вересня 1924 р.) 

## Передісторія
Ассирійці і народи Тьярі та Тхума повернулися на землю своїх предків у Хаккарі в 1922 році, незабаром після Першої світової війни, без дозволу турецького уряду. У 1924 році валі (османський термін для намісника) Вану написав Аулі Бегу, який був агою села Чал, з проханням повідомити ассірійцям у Хаккарі,щоб вони не хвилювалися про їхній візит. Валі хотіли обговорити, чи прийшли вони в Хаккарі під впливом британців, чи хочуть жити в Туреччині як громадяни. Валі заявив, що якби ассирійці прийшли жити як громадяни мирно, вони були б вільні це робити. Якби вони прийшли силою британців,то їм потрібно було б повернутися до Іраку. Однак курд Ага Аулі Бег збрехав ассірійцям і заявив, що турки планують вигнати їх силою і знищити.
У липні 1924 р. ассирійці зустрілися з валі Вану. Двоє охоронців зупинили їх перед зустріччю з ним, але вони не могли порозумітися, оскільки ассирійці розмовляли арамейською, а турки – турецькою. Прибув ще один ассирієць, і турки сказали, що тепер ассирійців троє. Один із турецьких охоронців опустив рушницю, і щойно прибулий ассирієць швидко вистрілив у варту, не цілячись, і вартові зробили те саме. Обидва промахнулися. Однак були приховані ассирійці, які почали стріляти в турків і вбили правителя та шістьох турецьких солдатів. Валі був поранений під час цієї атаки, а пізніше був захоплений і здався британцям в Амедії.
Малік Хошаба висловив своє розчарування тим, що трапилося, заявивши, що курди обманом змусили ассирійців напасти на турків, як це було в 1915 році. Ассирійці в Хаккарі опинилися в скрутному становищі, оскільки більшість ассирійських бійців перебували на військовій службі у британців в Іраку. Англійці запевнили ассирійців, що вони допоможуть їм британською армією та літаками. 

## Битва
До Маліка Ісмаїла було надіслано посланця, який повідомив йому, що турецька армія та їхні курдські союзники чекають, щоб знищити їх, оскільки вони зайняли Джуламерг та район Леон. Кілька ассирійських розвідників пішли в гори Стамбула і підтвердили те, що сказав посланець, і побачили великі сили турків і курдів . 
Рано вранці почалися бої, і турки обстрілювали ассирійців з артилерії та кулеметів. Ассирійці значно переважали чисельністю та озброєнням і використовували британські одновогненні рушниці. Ассирійці чекали допомоги від британської армії чи флоту, але вона так і не прибула, і вони боролися в битві, використовуючи гіршу зброю. Потім ассирійці відступили до Іраку. 
Тоді ассирійці розпочали контратаку після того, як зібралися в Амедії, зіткнувшись з турецьким кулеметним вогнем і артилерією. Ассирійці перемогли турків у серії битв і захопили кілька міст в Іраку, а турки відступили до свого кордону. Спостерігачі описували переможні битви ассирійців, незважаючи на неймовірні труднощі, як неймовірні. 
Потім прибули британські військові літаки та скинули бомби на Ашіту, припинивши конфлікт. 

## Наслідки
Після того, як британці розбомбили Ашиту, вони наказали ассирійцям не переходити турецький кордон для нападу та повернутися, щоб повернутися до Іраку. Ассирійці повернулися розчаровані, тому що британці не виконали свого слова допомогти їм зайняти Південно-Східну Анатолію . 